# John Kørner
John Kørner, né à Aarhus (Danemark) en 1967, est un artiste danois basé à Copenhague.
Les peintures de John Kørner présentent un mélange d'images figuratives et abstraites rendues à l acrylique édulcoré. Certains motifs communs sont les personnes, les animaux, les bateaux et les arbres. En plus des œuvres sur toile, Korner peint également sur la céramique.

## Biographie
Kørner a fréquenté l'Académie royale des beaux-arts du Danemark à Copenhague entre 1992 et 1998.
Il a reçu une médaille Eckersberg en 2012.

## Sélection d'expositions
- 2006 : Painting as Presence, Künstlerhaus Bethanien, Berlin & Taidehalli, Helsinki
- 2005 : Statements, Art Basel
- 2005 : Saatchi Gallery, London
- 2004 : Momentum 04, Moss 2004, Norway
- 2004 : Painting 2004, Gallery Victoria Miro, London
- 2004 : Superdanish, Toronto, Canada
- 2004 : The design of Productions, Gallery Maze, Torino, Italy
- 2003 : Galleri Stefan Andersson, Umeå, Sweden
- 2003 : The Greenland Problem, Herning Artmuseum, Denmark
- 2002 : Be On Show, Galleri Christina Wilson, Copenhagen
- 2002 : POST, Galleri Franz Pedersen Horsens, Denmark
- 2001 : Theater, Arhus Artmuseum – Project-room-installation
- 2000 : Dig Og John’s Engagement, Galleri Søren Houmann, Copenhagen